# Robert Gardner
Robert Gardner (5. listopadu 1925 v Brookline, Massachusetts – 21. června 2014) byl americký filmař, režisér a antropolog věnující se vizulní antropologii. Kromě natáčení etnografických filmů se věnoval i výuce vizuální antropologie a teorii oboru. Byl zakladatelem a v letech 1957–1997 i ředitelem Centra filmových studií na Harvard University.

## Filmografie
- Blunden Harbour (1951)
- Dances of the Kwakiutl (1951)
- Mark Tobey (1952)
- Mrtví ptáci (1965) (Dead birds, 1964)
- Screening Room (série 9 filmů, 70. léta)
- Nuerové (The Nuer, 1971)
- Mark Tobey Abroad (1973)
- Rivers of Sand (1973)
- Altar of Fire (1976)
- Deep Hearts (1981)
- Sons of Shiva (1985)
- Forest of Bliss (1986)
- Ika Hands (1988)
- Dancing With Miklos (1993)
- The Passenger (1998)
- Scully In Malaga (1998)
- Good To Pull (Bon a Tirer) (2000)